# علي سلام
ولد علي سلّام (بلام مُشدّدة) في الناصرة وهو الابن البكر لعامل في مصنع «دوبك» للسّجائر. توقف عن الدراسة في الصف الثامن. التحق بسوق العمل في سنّ مبكّرة، وبسبب افتقاره إلى المؤهلات التعليميّة أخذ يعمل بأعمال بسيطة، مختلفة ومتنوّعة، وبعد ممارسته للأعمال المؤقتة ردحًا من الزّمن أقام شركة لأعمال الصيانة والترميمات باسم  «أبناء علي سلّام 2000 م.ض» في مدينة الخضيرة.
شغل منذ عام 1993 منصب عضو في المجلس البلدي في بلدية مدينة الناصرة،  وبدءًا من عام 1998 شغل منصب نائب رئيس البلدية في ذلك الحين، رامز جرايسي. في سنة 2003  شغل منصب القائم بأعمال رئيس بلدية الناصرة.
```
[
2
]
```

انشقّ في انتخابات المجالس المحلية، التي أقيمت بتاريخ 22 تشرين أول 2013، عن حزب الجبهة الديمقراطية والحزب الشيوعي اللذين ترعرع تحت رعايتهما، وعمل في صفوفهما منذ بداية طريقه السياسية، وتنافس على رئاسة البلدية تحت قائمة مستقلة أطلق عليها اسم «ناصرتي». في نهاية عملية فرز الأصوات، أعلن عن فوز علي سلّام بفارق 22 صوتًا فقط، أما منافسه، رئيس بلدية الناصرة (في حينه) رامز جرايسي الذي كان علي سلام مقربًا منه لسنوات طويلة فقد التمس للمحكمة اللوائية بشأن شطب 47 مغلّفًا من تعداد الأصوات المتعلّقة بالجنود العرب في الجيش الإسرائيلي، وحين قُبِلَ التماسه، فرزت الأصوات في هذه المغلفات التي قلبت الموازين ونتج عن ذلك فوز جرايسي بفارق 9 أصوات فقط.
استأنف علي سلّام للمحكمة وانضم إليه المستشار القضائي للحكومة، يهودا فاينشطاين، بتوصية للقيام بإعادة الانتخابات في المدينة. لكن في -11 شباط 2014 أعادت المحكمة العليا النظر في القرار وقضت بوجوب إعادة الانتخابات لرئاسة بلدية الناصرة خلال 30 يومًا من قرارها. أُجرِيَت جولة ثانية من الانتخابات في تاريخ -11 آذار 2014، وأسفَرَت عن فوز سلّام بفارق أكثر من عشرة آلاف صوت نتيجة للتأليب ضدّ رئيس البلدية الأسبق رامز جرايسي.
نتيجة للمظاهرات التي جرت بين أوساط المواطنين العرب في إسرائيل، وتخلّلتها أعمال عنف في تشرين أول 2015 استنكر سلّام أعمال العُنف في الوسط العربي، ووجه نقدًا لاذعًا لأعضاء القائمة المشتركة واتّهمهم بأنّهم: «يؤججون الخلافات والعنف، ويحرضون الشّباب ويضعفون التعايش ورزق المدينة [يقصد مدينة الناصرة]». وقد رصدت كاميرات التلفزيون علي سلام حينما أوقف سيارته إلى جانب عضو الكنيست أيمن عودة الذي كان يُجري مقابلة تلفزيونية وصرخ عليه قائلًا له: «ارجع لحيفا- لا أريد رؤيتك في الناصرة!».
في شهر يناير من عام 2025، تم تشكيل لجنة تحقيق في وزارة الداخلية لفحص اداء بلدية الناصرة حيث كانت تعاني المدينة من مشاكل عديدة من ضمنها عدم جمع النفايات من قبل البلدية، وتراكم الديون المالية على البلدية. في تاريخ 23 من يونيو 2025، قبل وزير الداخلية موشيه أربيل توصية اللجنة، وقرر حل المجلس البلدي واقالة علي سلام من منصبه كرئيسًا لبلدية الناصرة.

## الناصرة خلال فترة رئاسته
خلال الفترات التي أشغل فيها علي سلام رئاسة البلدية شهدت كثير من المرافق تراجُعًا ملحوظًا، لا سيّما على صعيد نظافة الشوارع، أعمال الصيانة المختلفة، ودخول البلدية في ازمة مالية ادت الى عدم دفع مستحقات الموظفين لشهور، مما ادى الى ازاحته من منصبه كرئيس بلدية الناصرة من قبل وزير الداخلية موشيه اربيل في تاريخ 23 من يونيو 2025.

## وصلات خارجية
- יאיר קראוס, ראש העיר נצרת: הח"כים הערבים לא מועילים לנו, באתר nrg, 21 במרץ 2014
- אלי אשכנזיقالب:וואלה!אם ראש העיר הערבית הגדולה בישראל הלך צעד אחד רחוק מדי?قالب:וואלה!וואלה! NEWSقالب:וואלה! قالب:סרטונים
- נעמה לנסקי,قالب:ישראל היום
- אסף גבור,قالب:Nrgnrgقالب:Nrg